# والتر پارکس
والتر پارکس (انگلیسی: Walter Parkes؛ زادهٔ ۱۵ آوریل ۱۹۵۱) یک تهیه‌کننده اهل ایالات متحده آمریکا است.از جمله فیلم‌هایی که وی تهیه‌کنندگی آن‌ها را به عهده داشته‌است می‌توان به سرگذشت ناگوار، داستان‌های لمونی اسنیکت اشاره کرد.